# Melchor Fernández de la Cueva y Enríquez de Cabrera
Melchor Fernández de la Cueva y Enríquez de Cabrera (Madrid, 2 de marzo de 1625-Madrid, 21 de octubre de 1686), fue un noble y militar español titulado IX duque de Alburquerque, que participó en la guerra anglo-española, en la que luchó a bordo del galeón San Salvador.

## Biografía
Hijo de Francisco Fernández de la Cueva, VII duque de Alburquerque, y de Ana Enríquez de Cabrera y Colonna, hija de los IV duques de Medina de Rioseco, nació en Madrid y fue bautizado por Gregorio de Pedrosa, obispo de León, en la iglesia de San Martín de la misma ciudad el  de marzo de 1625.
De joven se encaminó hacia la vida religiosa y fue caballero de justicia de la Orden de Malta, pero la abandonó antes de profesar los votos y se dispuso a seguir carrera militar. En julio de 1653, como maestre de campo se embarcó en el galeón San Salvador, de la Armada Española, en busca de la armada francesa.
En 1674 fue nombrado capitán general de la Armada Real y ejército del Mar Océano, con cuyo título partió de Barcelona el 18 de septiembre de dicho año con rumbo a Sicilia, donde el 11 de febrero de 1675 y junto a las fuerzas del marqués de Vico, que mandaba las galeras de Nápoles, se enfrentó a una escuadra francesa, combate del que salió mal parado. Un año más tarde, a la muerte sin descendencia masculina de Francisco Fernández de la Cueva y Enríquez de Cabrera, su hermano mayor y suegro a la vez, le sucedió en el ducado de Alburquerque, titulándose noveno duque de dicha casa, además de séptimo marqués de Cuéllar, noveno conde de Huelma y de Ledesma, y noveno señor de los estados de Mombeltrán, Pedro Bernardo y La Codosera, entre otros.
El 10 de agosto de 1680, el rey Carlos II de España le hizo miembro de sus Consejos de Estado, y Guerra y de la Junta de Armada, además de gentilhombre de su Cámara, cargos que ocupó hasta su muerte, ocurrida en su palacio de Madrid el 21 de octubre de 1686. Fue sepultado el 24 de octubre y de manera temporal en el convento de los Descalzos Franciscanos de Paracuellos de Jarama, cuyo patronato gozaba su hermana política, la condesa de Castellar, y finalmente trasladado al panteón familiar del ducado de Alburquerque, ubicado en el monasterio de San Francisco de la villa de Cuéllar (Segovia).

## Matrimonio y descendencia
El 17 de marzo de 1665, contrajo matrimonio con su sobrina carnal Ana Rosalía Fernández de la Cueva y Díez de Aux de Armendáriz (1647-1716), por derecho propio III marquesa de Cadreita y V condesa de la Torre, señora de Cadreita y Guillena, hija de Francisco Fernández de la Cueva y Enríquez de Cabrera, VIII duque de Alburquerque y Virrey de Nueva España y de Juana Francisca Díez de Aux Armendáriz y Afán de Rivera, II marquesa de Cadreita y IV condesa de la Torre, hija de Lope Díez de Aux de Armendáriz, I marqués de Cadreita, virrey de Nueva España. Nacieron de este enlace los siguientes hijos:
- Francisco Fernández de la Cueva y de la Cueva, X duque de Alburquerque,[1] Virrey de Nueva España.
- Juana Rosalía Fernández de la Cueva,[1] dama de la reina María Luisa de Orleans, que casó en primeras nupcias con Manuel Domingo Mauleón de Navarra Avellaneda Haro, IV conde de Castrillo, y en segundas con Pedro de Zúñiga Pimentel y Dávila, VII marqués de Mirabel.
- Manuela Fernández de la Cueva,[1] dama de la reina Mariana de Neoburgo, casada con Ignacio de Villacís y Manrique de Lara, IV conde de Peñaflor de Argamasilla.[2]
- Isabel María Fernández de la Cueva,[1] casada con Manuel de Ribera Barroso Pimentel Dávila y Zúñiga, V marqués de Malpica.